# Lavenone
Lavenone is een gemeente in de Italiaanse provincie Brescia (regio Lombardije) en telt 667 inwoners (31-12-2004). De oppervlakte bedraagt 31,8 km², de bevolkingsdichtheid is 21 inwoners per km².

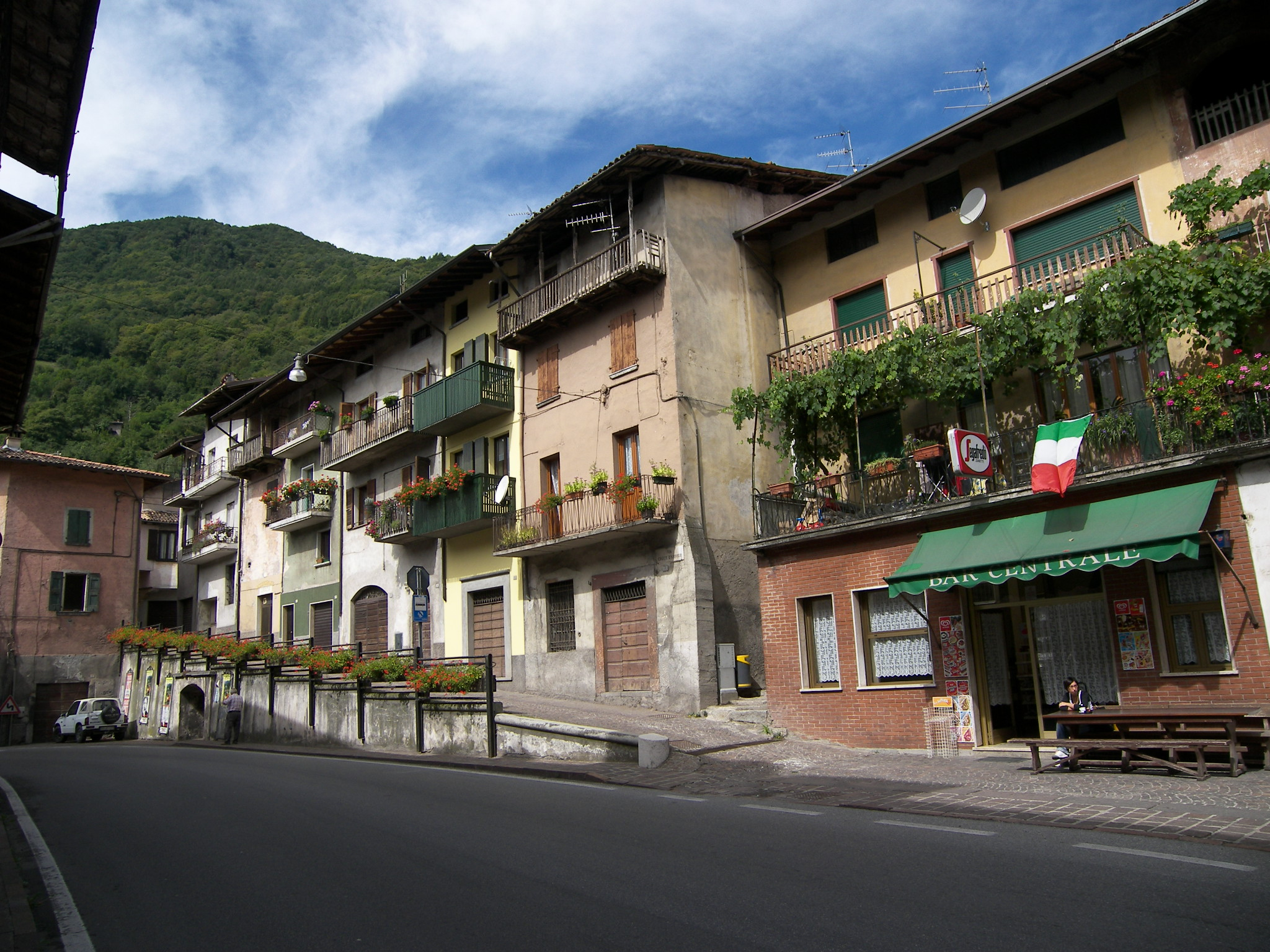
Centrum van Lavenone
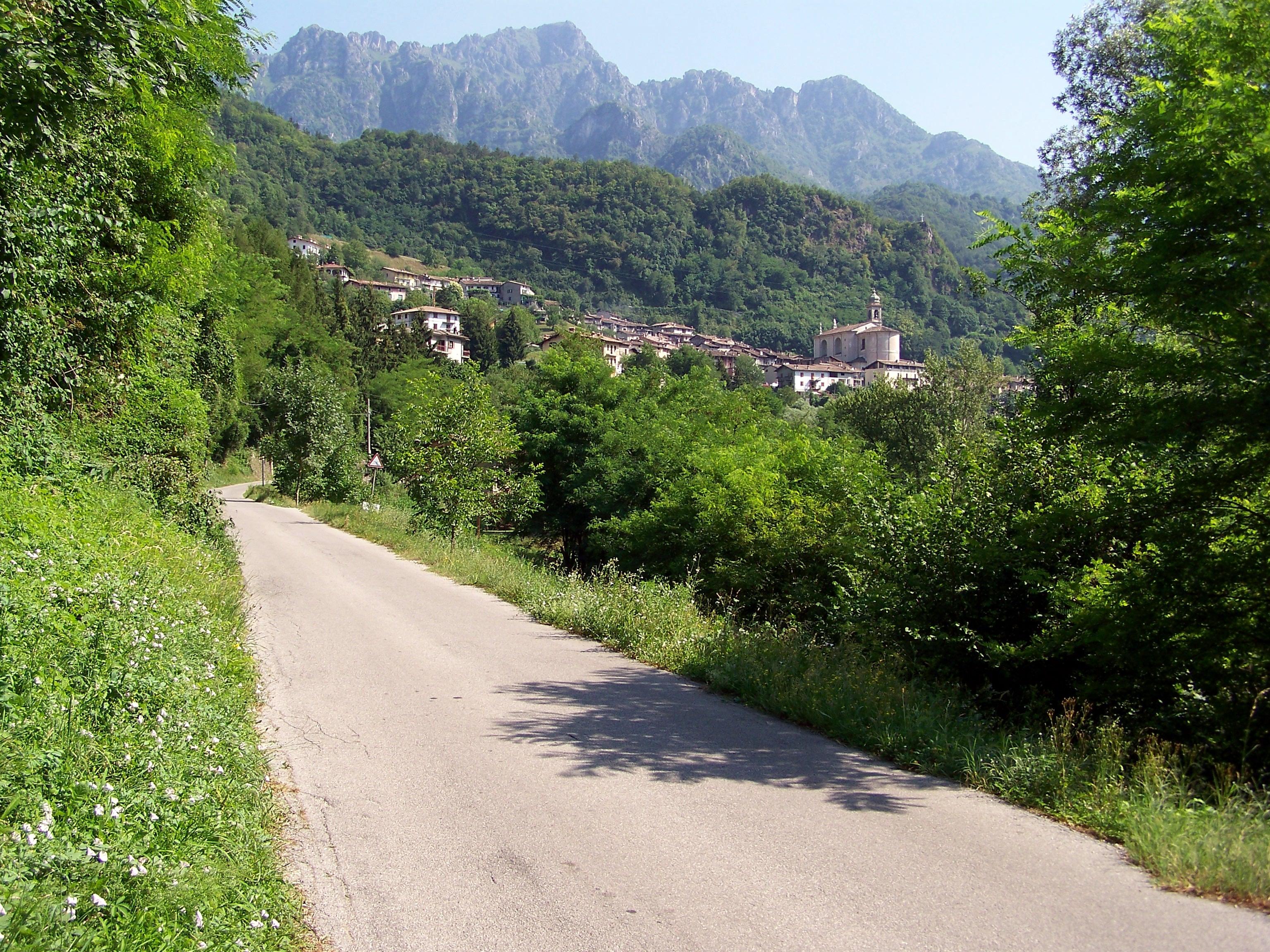
Via del tram richting Lavenone

## Demografie
Lavenone telt ongeveer 284 huishoudens. Het aantal inwoners steeg in de periode 1991-2001 met 1,7% volgens cijfers uit de tienjaarlijkse volkstellingen van ISTAT.
| Jaar | Inwoneraantal |
| ---- | ------------- |
| 1991 | 648           |
| 2001 | 659           |

## Geografie
Lavenone grenst aan de volgende gemeenten: Anfo, Bagolino, Collio, Idro, Pertica Bassa, Treviso Bresciano, Vestone.